# Val Canale

Stemma della città di Tarvisio raffigurante il leone bicaudato di nero, simbolo storico della Carinzia che riflette l'appartenenza della valle.

La Val Canale (Kanaltal in tedesco, Kanalska dolina in sloveno, Val Cjanâl in lingua friulana), è un solco vallivo delle Alpi Orientali, nell'estremo nord-est del Friuli-Venezia Giulia (provincia di Udine), che si estende tra Pontebba ad ovest ed il valico di Coccau ad est, compreso tra le Alpi Carniche ad ovest, le Caravanche a nord e le Alpi Giulie a sud.

## Geografia

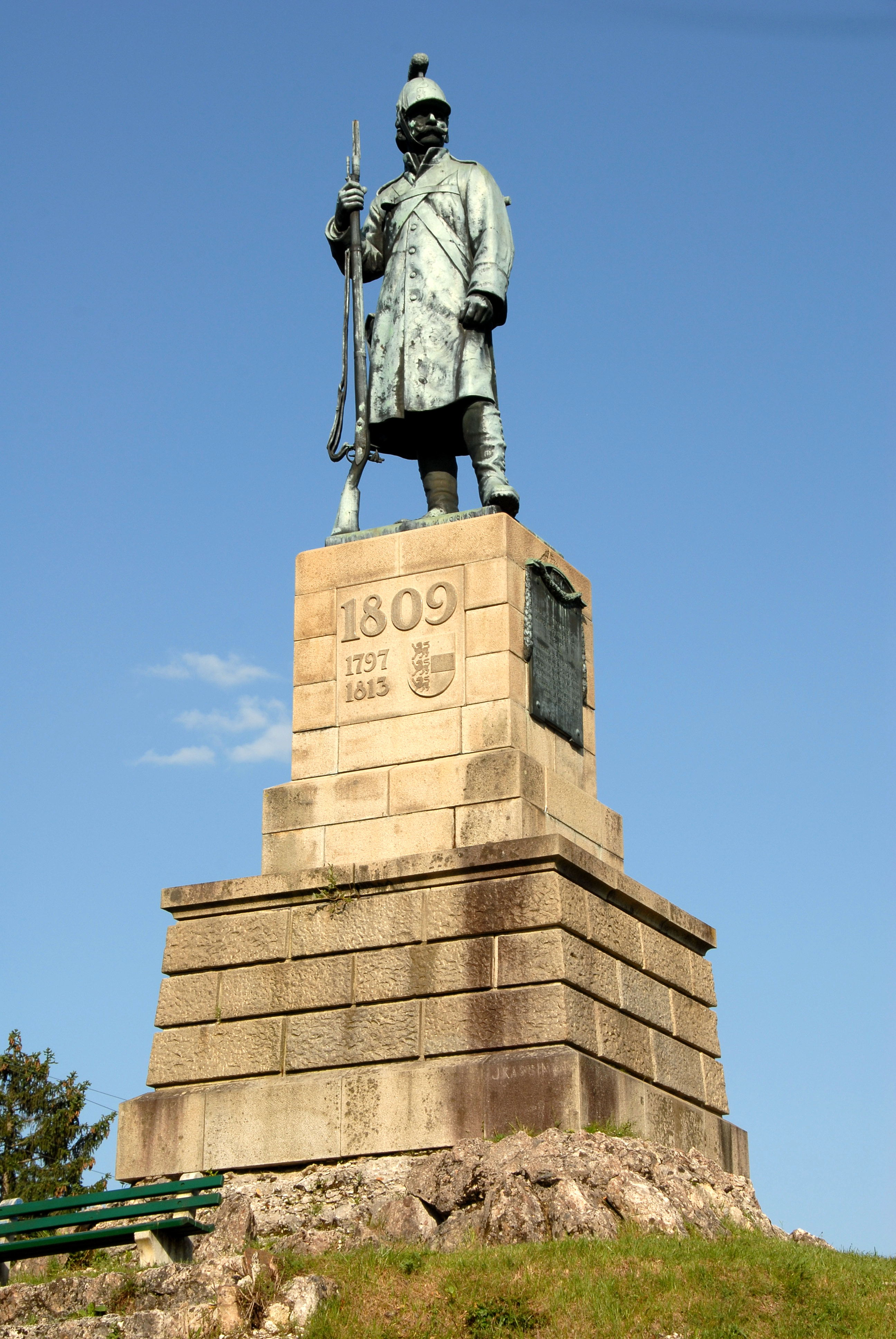
Monumento al granatiere austriaco (Guerre napoleoniche)

Percorsa nel tratto iniziale dal fiume Fella, affluente del Tagliamento, e dal torrente Slizza che s'incontra dopo la sella di Camporosso che divide i due bacini idrografici, separa le Alpi Carniche Orientali (Monte Corona, Monte Sinauz, Monte Poludnig, Monte Sagran, l'Osternig) e le Caravanche a nord, dalle Alpi Giulie a sud ed est con 
la Jôf Fuart-Montasio e la catena Mangart-Jalovec. I centri principali della valle sono:
- Pontebba, la parte del territorio comunale sulla sinistra del torrente Pontebbana, nella parte occidentale della valle;
- Malborghetto-Valbruna, al centro della valle;
- Tarvisio, ad est della valle.

La valle presenta diverse vallate alpine secondarie anche impervie che scendono dai monti circostanti, la più importante della quale è la Valbruna o Val Saisera che scende verso nord dalla Catena Jôf Fuârt-Montasio, seguite dal Vallone del Rio Bianco, dal Vallone di Ugovizza e il Vallone di Malborghetto.

## Storia

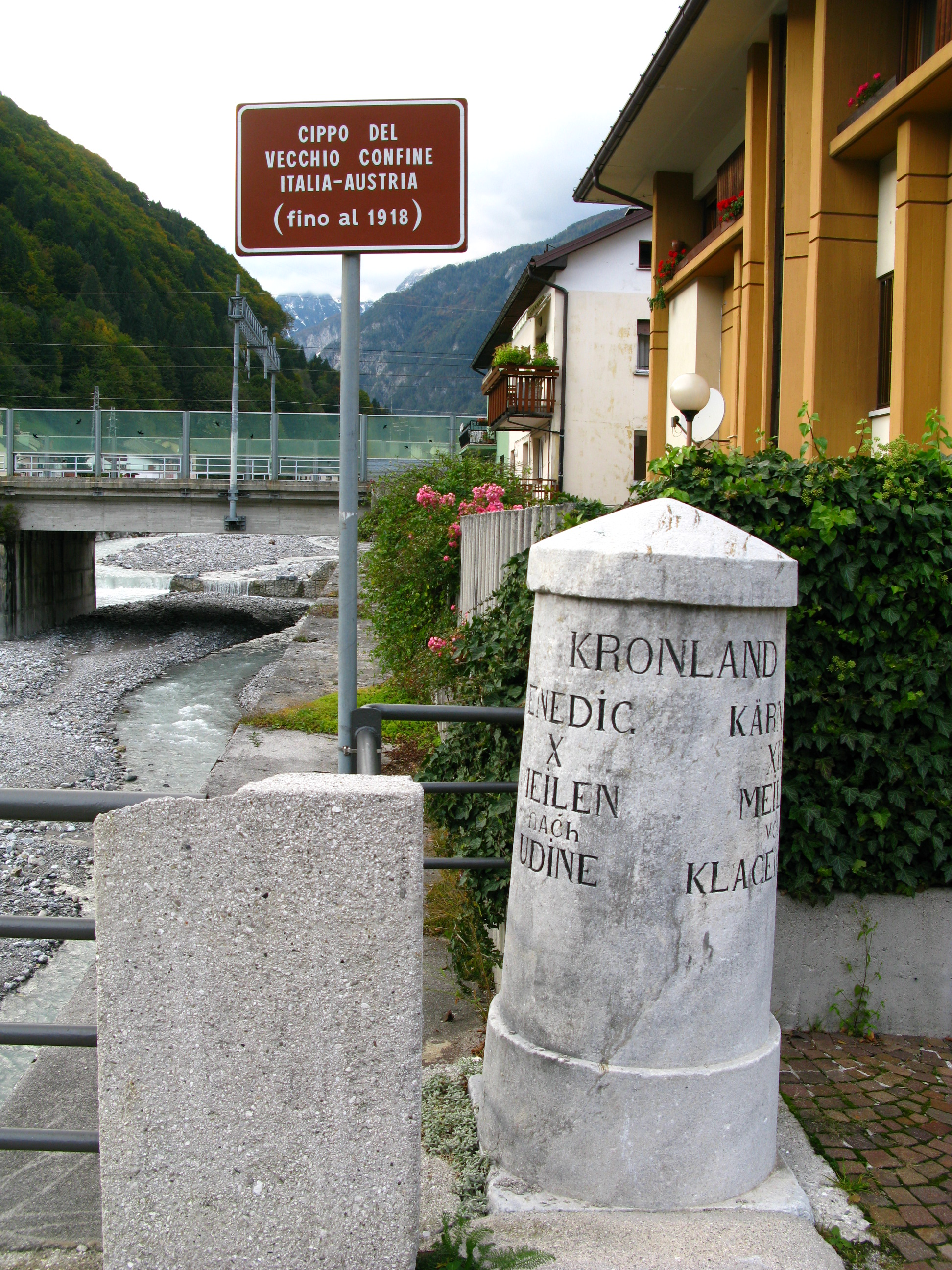
Cippo di confine, fino al 1918, tra il Regno d’Italia e l’Austria-Ungheria,
presso Pontebba

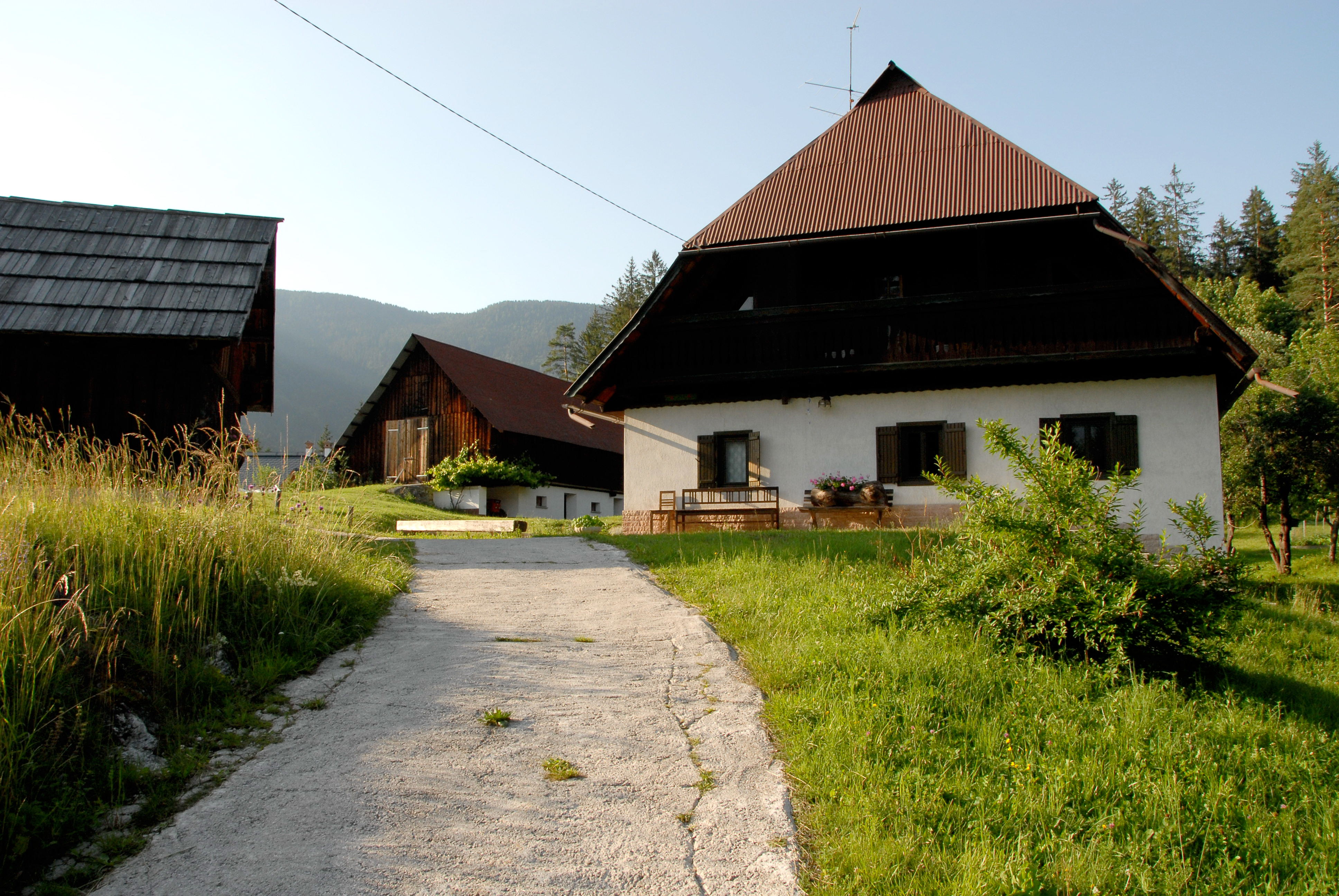
Tipiche case in stile carinziano a Oltreacqua-Sant'Antonio

Borgo sul Monte Santo di Lussari in inverno

- legge 482/1999 "Norme in materia di tutela delle minoranze linguistiche storiche";
- legge regionale n. 29/2007 “Norme per la tutela, valorizzazione e promozione della lingua friulana”;
- legge 23 febbraio 2001, n. 38 “Norme a tutela della minoranza linguistica slovena della regione Friuli Venezia Giulia“, la quale, nell’articolo 5, prevede anche “forme particolari di tutela alle popolazioni germanofone della Val Canale, tenendo conto della situazione quadrilingue della zona”.

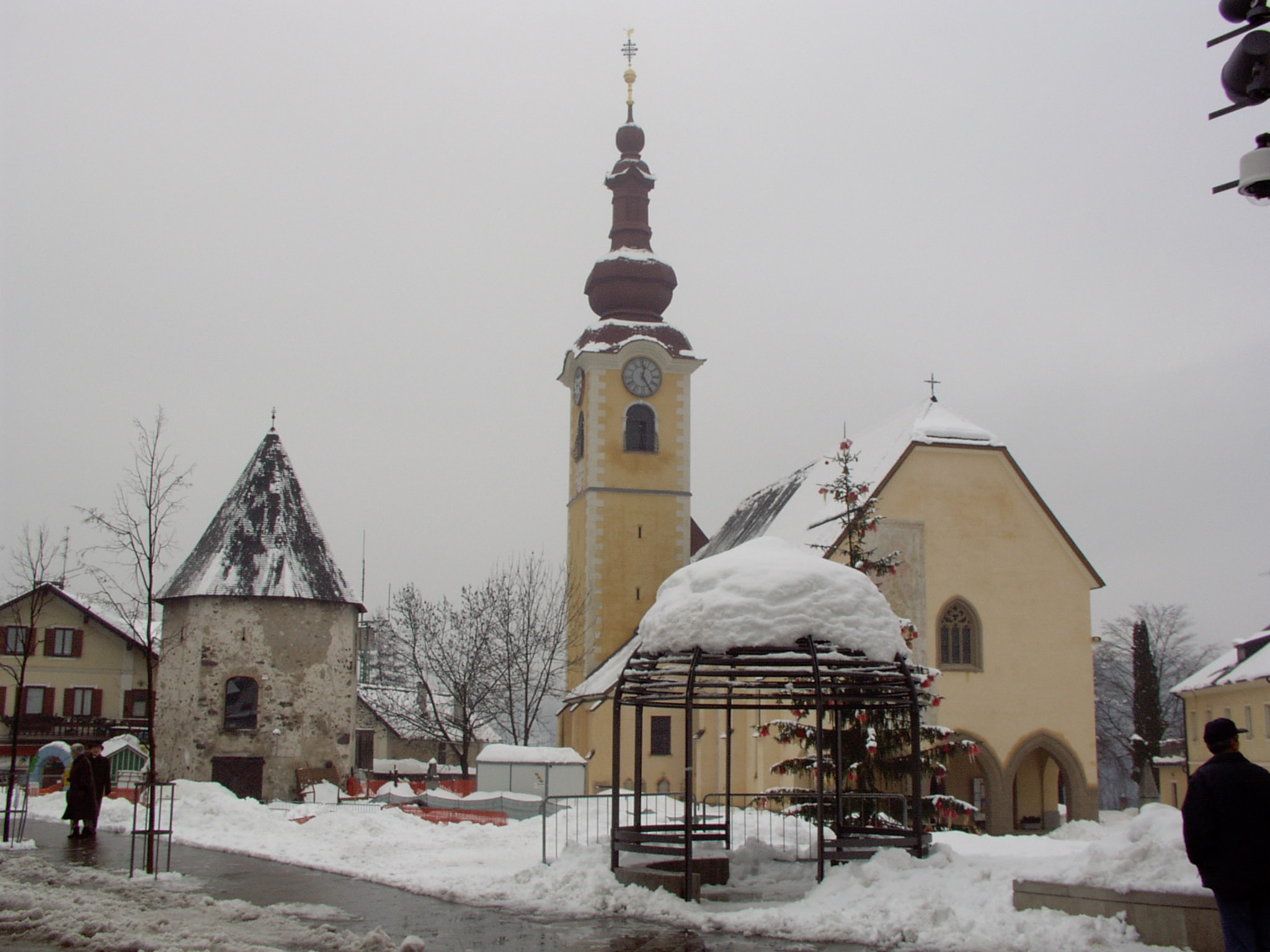
Chiesa dei Santi Pietro e Paolo a Tarvisio

La Val Canale fu annessa all'Italia con il trattato di Saint-Germain del 1919: prima di questa data la valle aveva fatto parte per centinaia di anni del Ducato di Carinzia, mentre la sua parte orientale, fin dall'XI secolo, era appartenuta al Ducato di Carniola.
| Composizione della popolazione distinta per lingua d’uso : | Composizione della popolazione distinta per lingua d’uso : | Composizione della popolazione distinta per lingua d’uso : | Composizione della popolazione distinta per lingua d’uso : | Composizione della popolazione distinta per lingua d’uso : | Composizione della popolazione distinta per lingua d’uso : | Composizione della popolazione distinta per lingua d’uso : |
| Valcanale                                                  | Valcanale                                                  | Valcanale                                                  | Valcanale                                                  | Valcanale                                                  | Valcanale                                                  | Valcanale                                                  |
| Anno                                                       | Tedesco                                                    |                                                            | Sloveno                                                    |                                                            | Italiano                                                   |                                                            |
| ---------------------------------------------------------- | ---------------------------------------------------------- | ---------------------------------------------------------- | ---------------------------------------------------------- | ---------------------------------------------------------- | ---------------------------------------------------------- | ---------------------------------------------------------- |
| 1910                                                       | 6 000                                                      | 71 %                                                       | 2 500                                                      | 29 %                                                       | -                                                          | -                                                          |
| 1921                                                       | 5 911                                                      | 72 %                                                       | 1 106                                                      | 13 %                                                       | 1 207                                                      | 15 %                                                       |
| 1945                                                       | 1 950                                                      | 20 %                                                       | 1 650                                                      | 17 %                                                       | 6 250                                                      | 63 %                                                       |

Dopo l'annessione al Regno d'Italia, il 15% della popolazione (circa 100 abitanti di lingua tedesca e circa il 50% degli abitanti di lingua slovena) abbandonò la vallata. Con il trattato sugli "optanti", stipulato tra Mussolini e Hitler nel 1939, anche gran parte degli abitanti di lingua tedesca lasciarono il territorio per la Germania nazionalsocialista  e solo il 15% vi fece ritorno dopo la guerra, mentre la maggior parte preferì rimanere nell'attuale Austria. La popolazione emigrata fu sostituita in breve da immigrati provenienti dal Regno d'Italia.
Attualmente solo l'8% della popolazione parla attivamente tedesco o sloveno. In particolare, sono rimasti poco meno di 100 parlanti tedesco, mentre circa 300 persone parlano attivamente sloveno. Quest'ultimi sono più che altro concentrati nei centri abitati di Ugovizza e Camporosso.

## Cultura
Dopo la seconda guerra mondiale la valle ha subito un fortissimo calo demografico, nonostante l'immigrazione da parte di italiani e friulani.
La valle dipende fortemente dalle attività turistiche.

### Lingue
Linguisticamente la valle rappresenta un caso unico nel panorama culturale europeo, poiché al suo interno coesistono parlanti romanzi (friulani), slavi (sloveni) e germanici (bavaresi).
Quasi tutte le persone parlano l'italiano, circa il 29% parla il friulano, l'8% è germanofono, e slovenofono.
- Toponimi nelle 4 lingue:

| Italiano          | Friulano          | Tedesco         | Sloveno      |
| ----------------- | ----------------- | --------------- | ------------ |
| Bagni di Lusnizza | Lusniz            | Lusnitz         | Lužnice      |
| Camporosso        | Cjamparòs         | Saifnitz        | Žabnice      |
| Cucco             | Cuc               | Kuk             | Kuk          |
| Malborghetto      | Malborghet        | Malborgeth      | Naborjet     |
| Valbruna          | Valbrune/Cjalavai | Wolfsbach       | Ovčja vas    |
| Pontebba          | Ponteibe          | Pontafel        | Tablja       |
| Santa Caterina    | Sante Catarine    | Sankt Kathrein  | Šenkatríja   |
| San Leopoldo      | La Glesie         | Leopoldskirchen | Lipalja vas  |
| Tarvisio          | Tarvis            | Tarvis          | Trbiž        |
| Ugovizza          | Ugovize           | Uggowitz        | Ukve         |
| Cave del Predil   | Gjavis            | Raibl           | Rabelj       |
| Coccau            | Cocau             | Goggau          | Kokova       |
| Rutte             | Rute              | Greuth          | Trbiške rute |
| Piezzut           | Pieçut            | Flitschl        | Flíčl        |
| Poscolle          | Puscuèl           | Hinterschloss   | Zágradec     |
| Muda              | Mude              | Mauth           | Múta         |
| Fusine            | Fusinis           | Weißenfels      | Bela Peč     |

## Galleria d'immagini

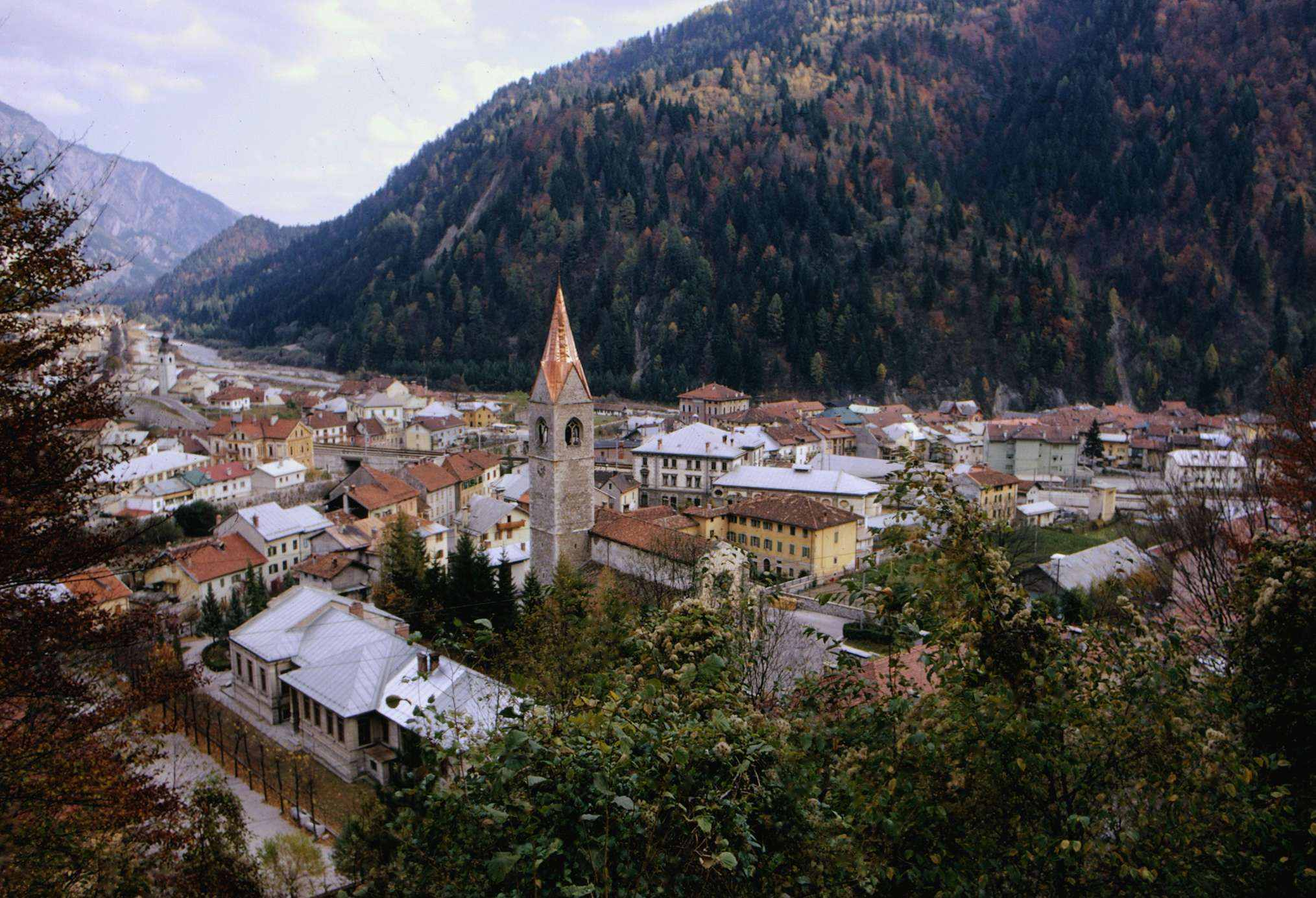
Pontebba
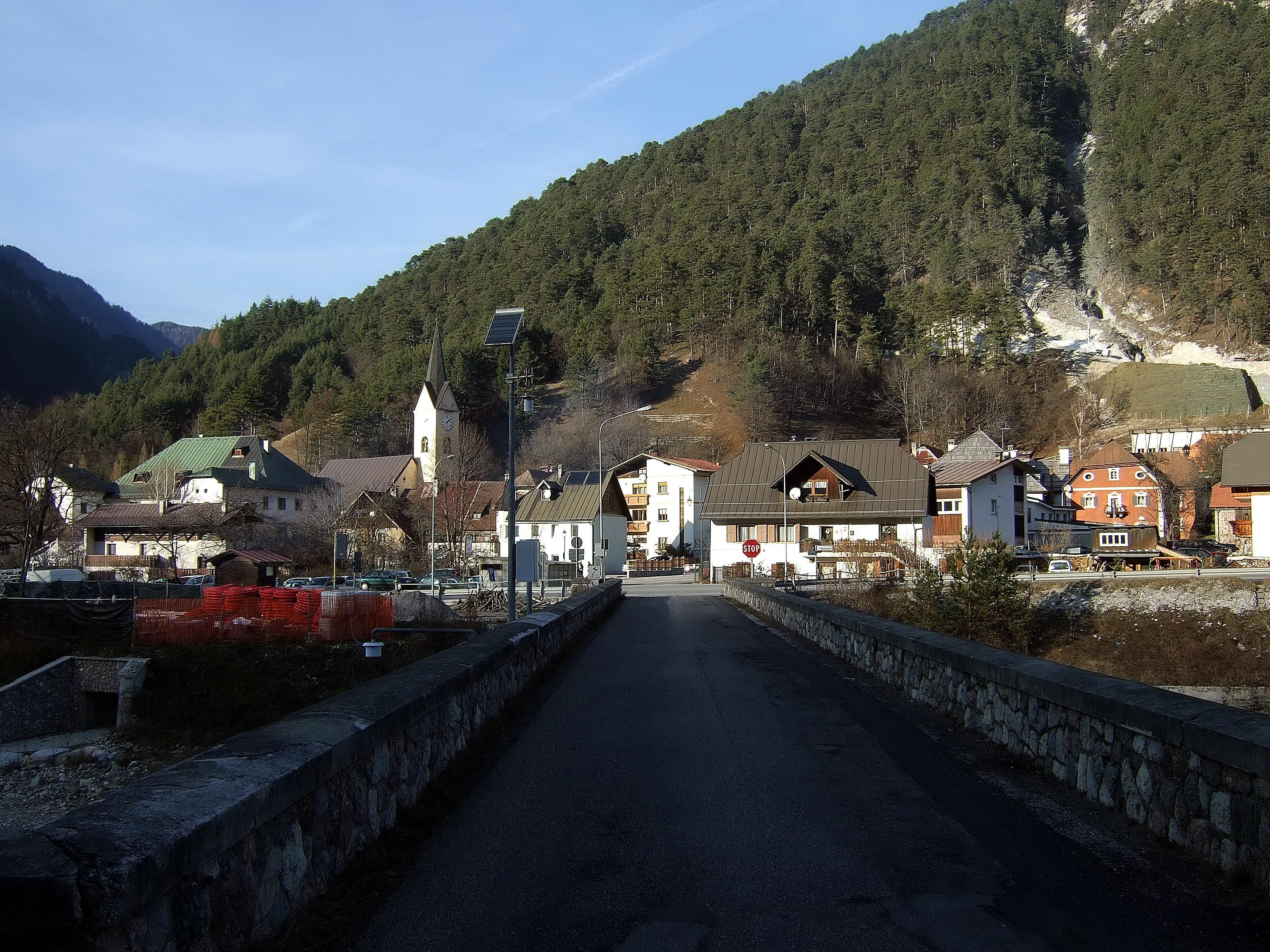
Malborghetto Valbruna
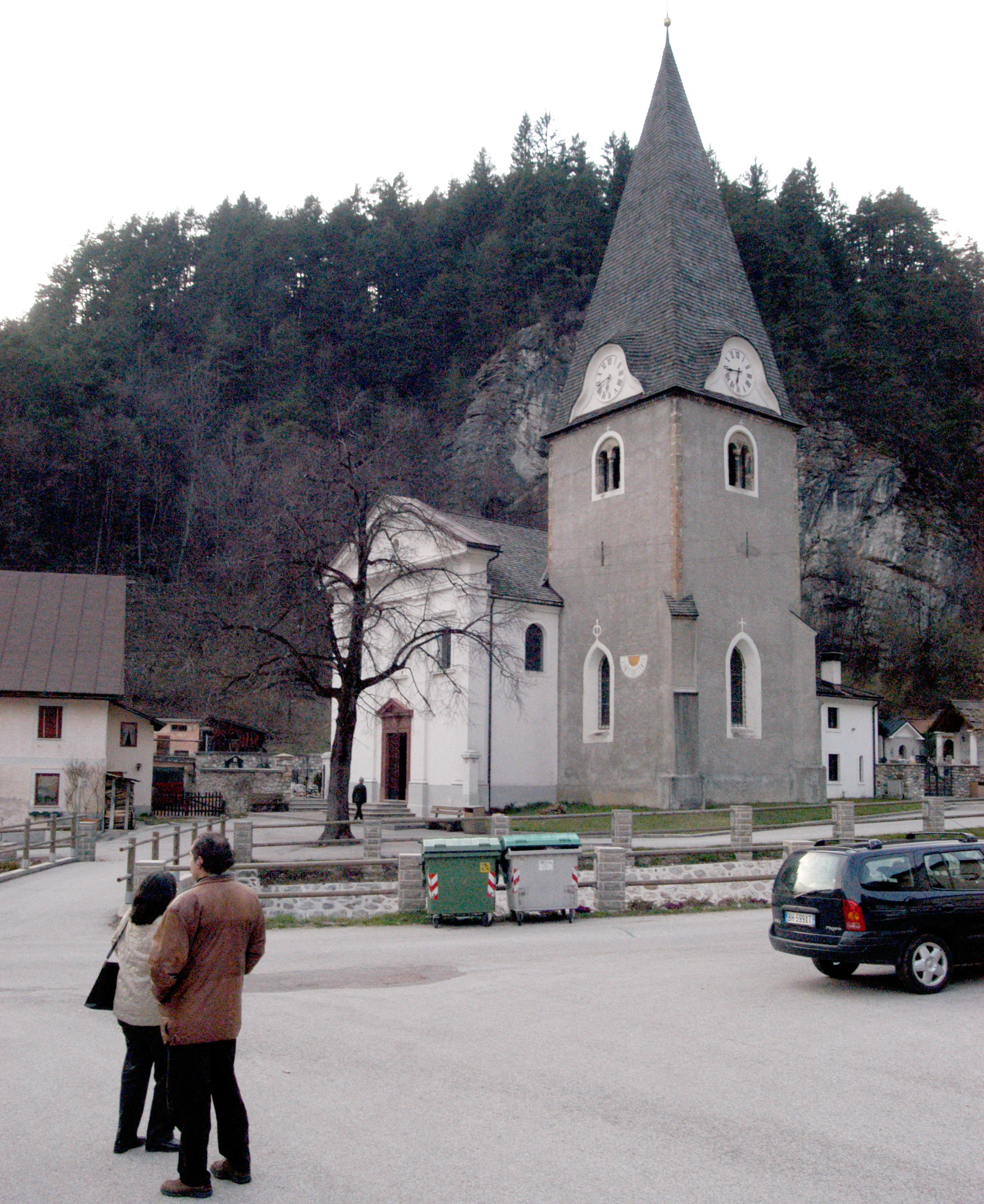
Ugovizza
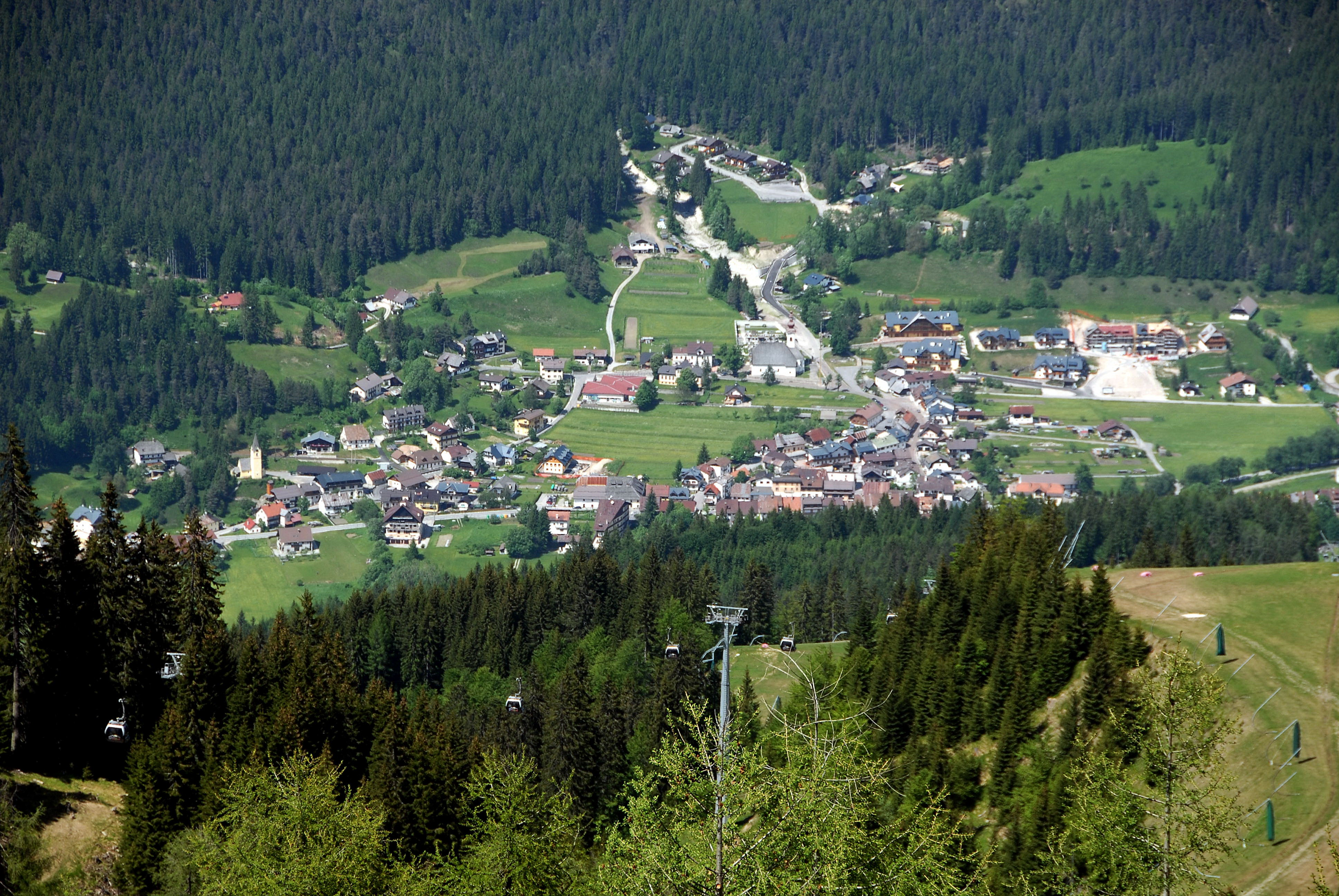
Camporosso
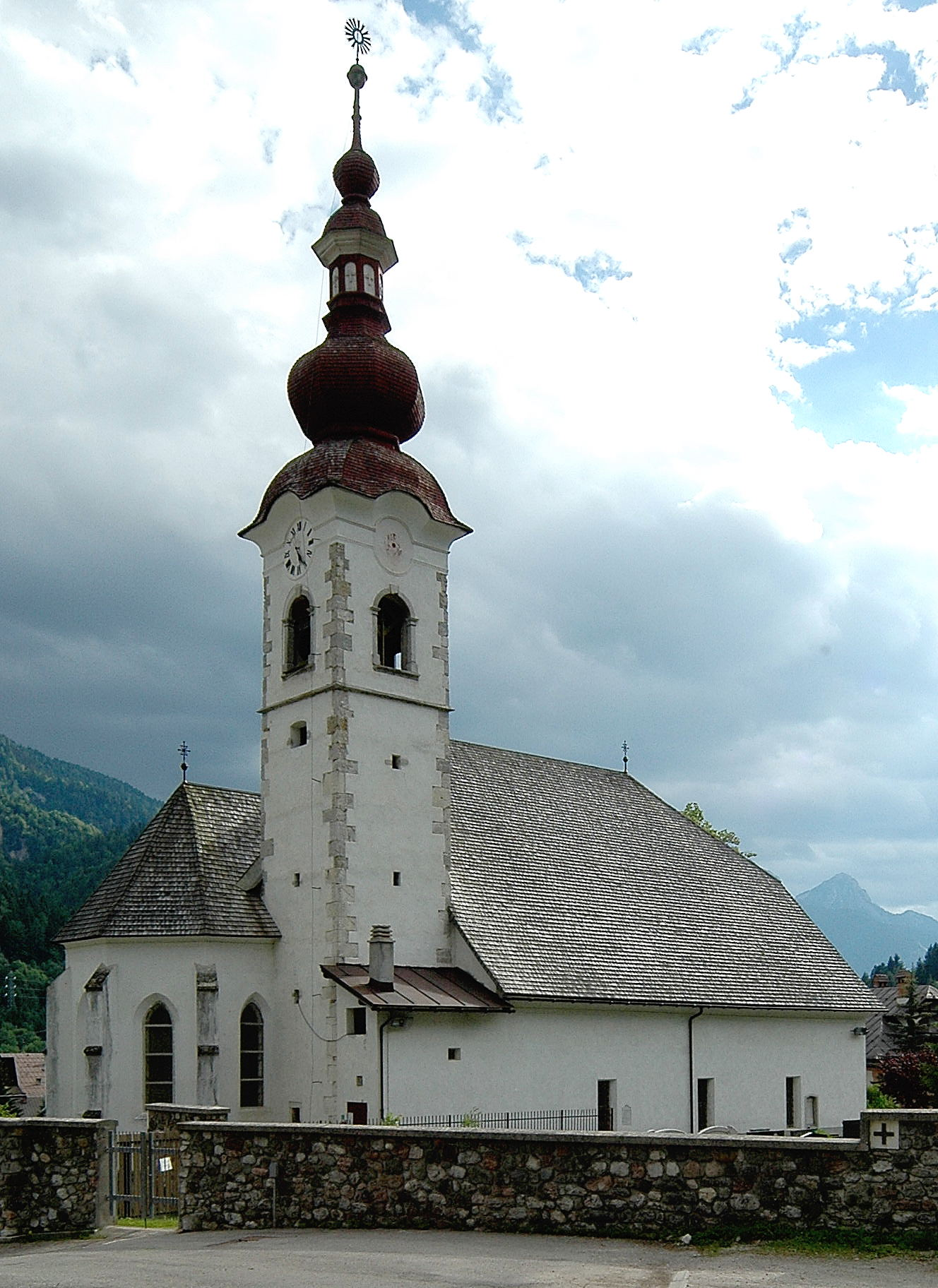
Chiesa di Camporosso
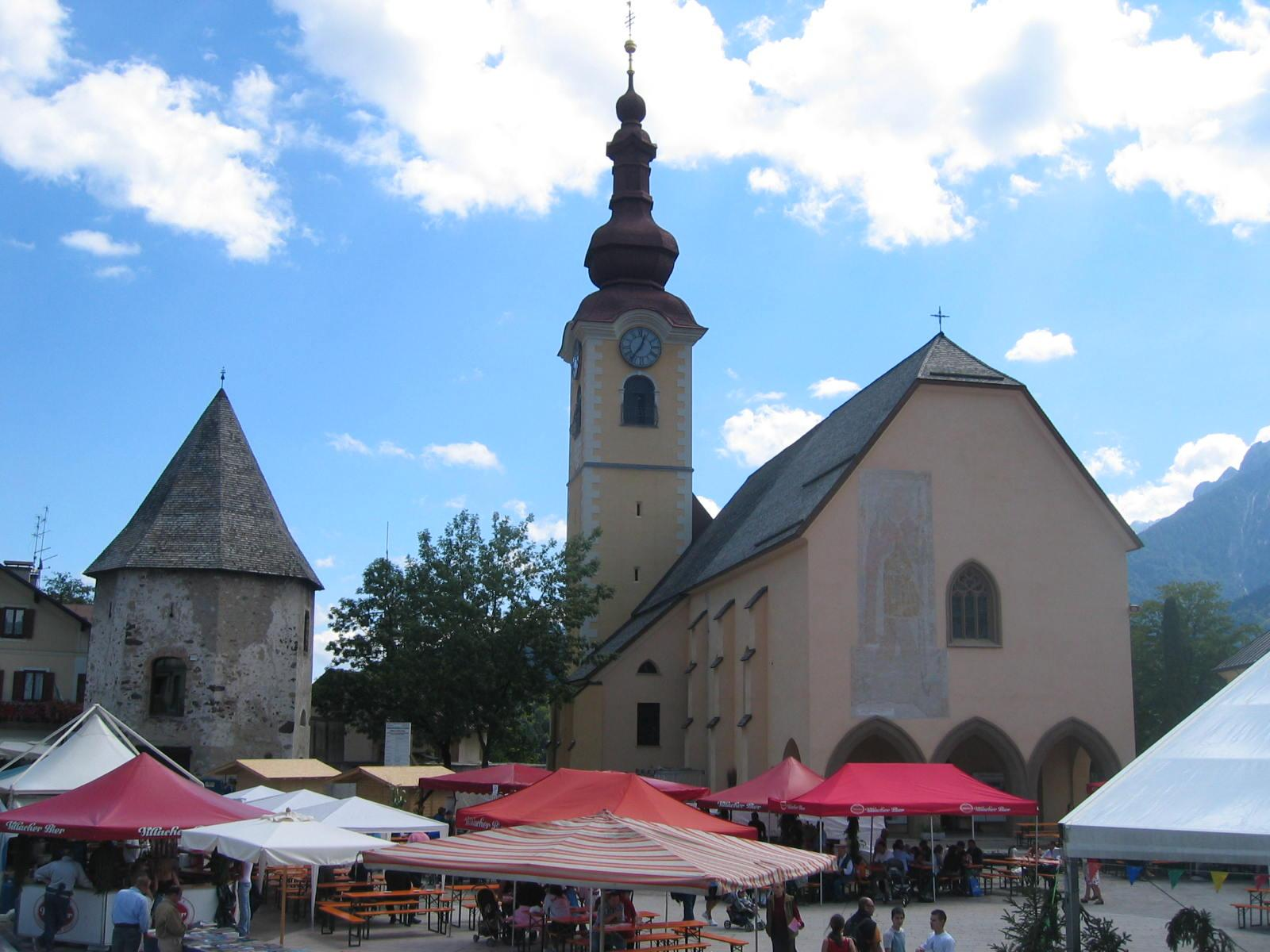
Tarvisio
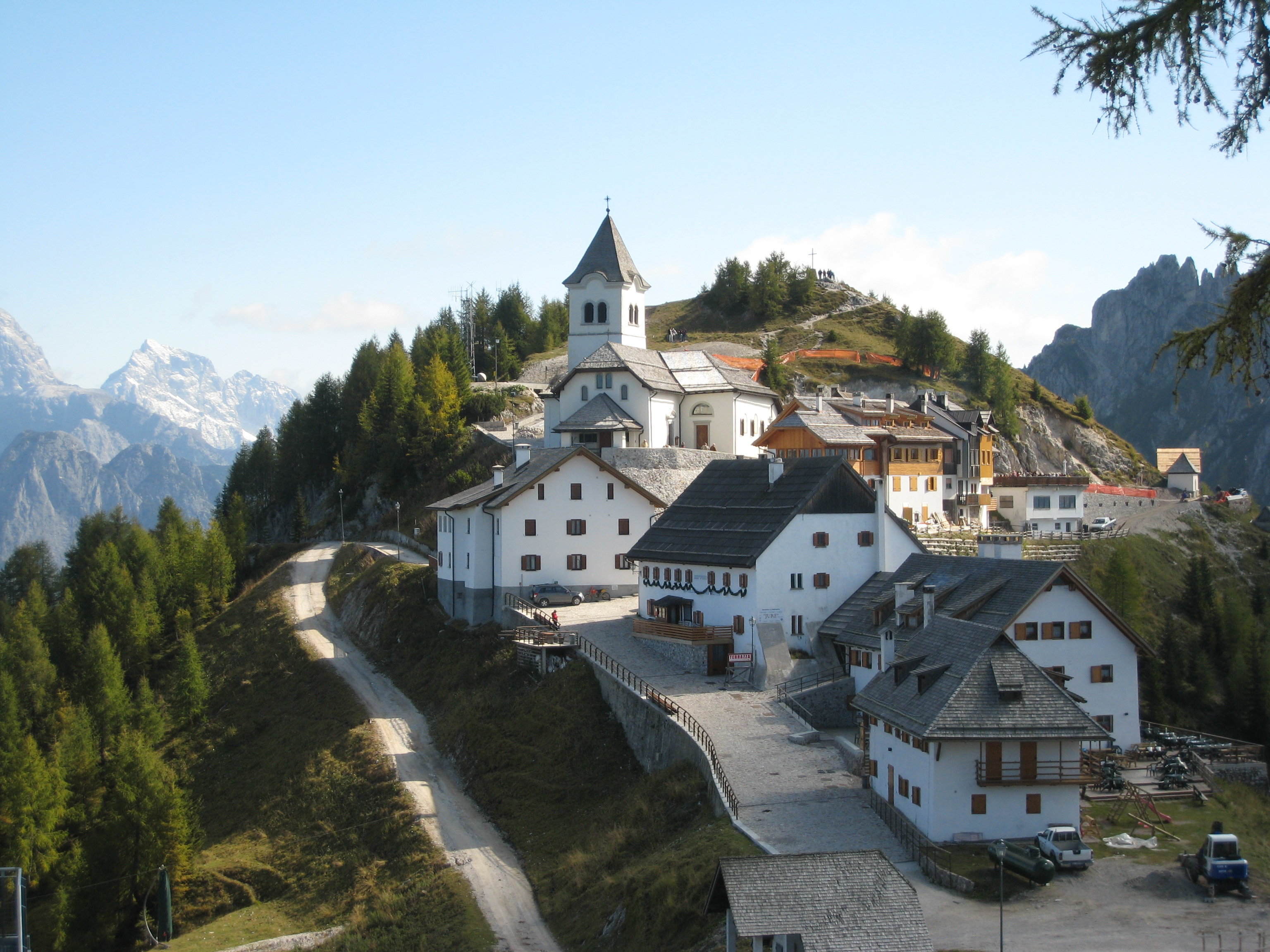
Borgo Lussari sul Monte Santo di Lussari
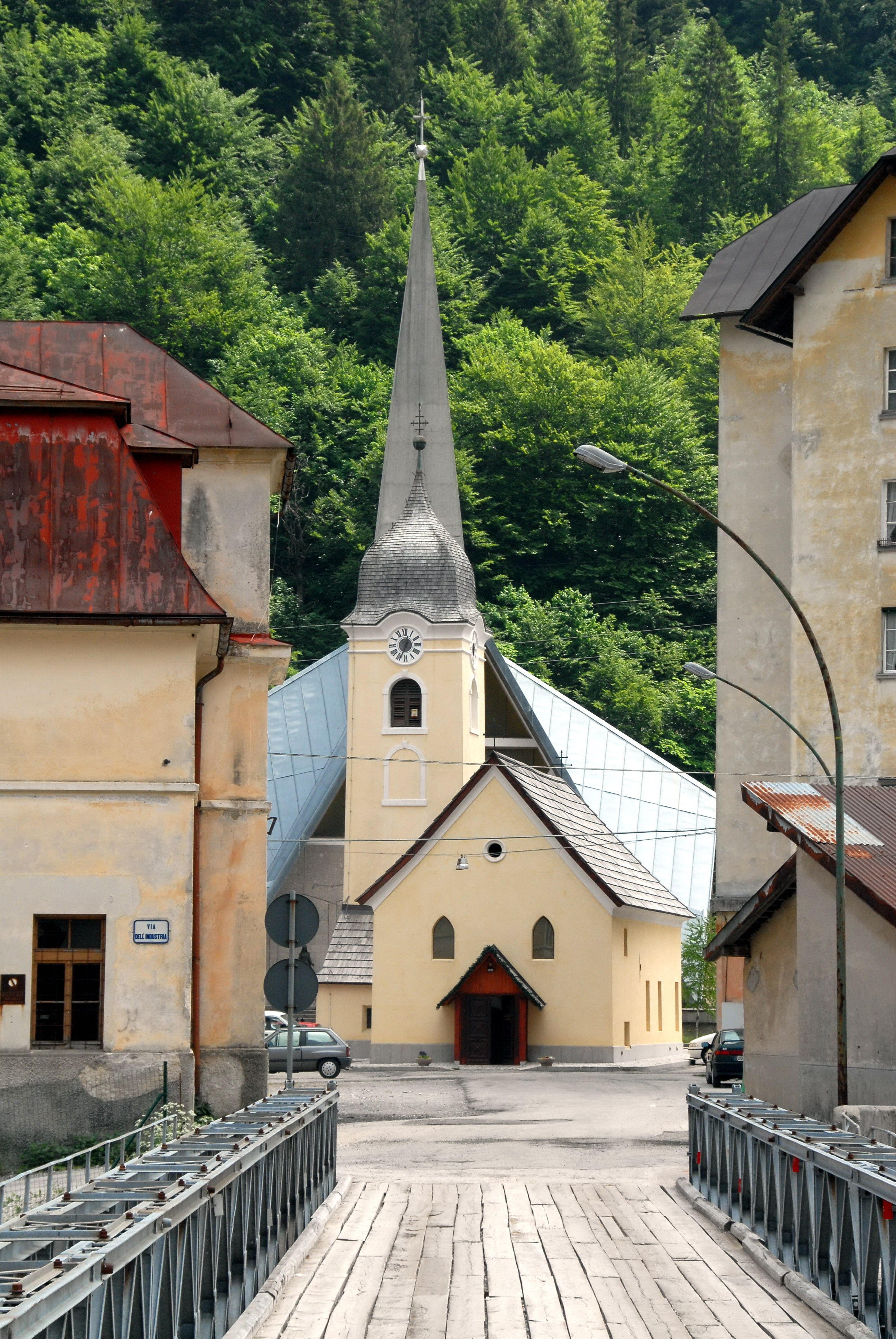
Cave del Predil